# 栄町立布鎌小学校東分校
栄町立布鎌小学校東分校（さかえちょうりつ ふかましょうがっこうひがしぶんこう）は、千葉県印旛郡栄町四箇にあった公立小学校の分校。

## 概要
2000年（平成12年）3月31日に栄町立布鎌小学校と統合により廃校した。同年10月29日に東分校関係者が集い、 閉校式が行われた。

## 沿革
- 1873年（明治6年） - 布鎌村和田地区浄正寺を仮用、一等校東小学校を創立[1]。
- 1886年（明治19年） - 東小学校に尋常科を設置し、布鎌尋常小学校と称する[1]。
- 1889年（明治22年） - 東校を分校とする[1]。
- 1892年（明治25年） - 東校が独立し、東尋常小学校と称する[1]。
- 1907年（明治40年） - 東校を廃止し、布鎌尋常高等小学校分教場とする[1]。
- 2000年（平成12年）
  - 3月31日 - 廃校[1]。
  - 4月1日 - 本校と統合[1]。
  - 10月29日 - 東分校関係者が集い、 閉校式が行われる[1][2]。

## 進学
- 栄町立栄中学校